# Okres Tiszakécske
Okres Tiszakécske (maďarsky Tiszakécskei járás) je okres v Maďarsku v župě Bács-Kiskun. Jeho správním centrem je město Tiszakécske.

## Sídla
V okrese se nachází celkem 5 měst a obcí.
Města
- Tiszakécske

Městyse
- Lakitelek
- Tiszaalpár

Obce
- Szentkirály
- Tiszaug